# Château de Barregan
Le château de Barregan est situé au Faouët en France.

## Localisation
Le château est situé sur le territoire de la commune du Faouët, au lieu-dit Barrégan, dans le département du Morbihan en région Bretagne.

## Description
Le château est mentionné dès 1390 ; déclaré en ruines en 1682.

## Historique
Le château est inscrit à l'inventaire général du patrimoine culturel.